# Onkel Pillo
Onkel Pillo ist das erste Soloalbum des Rappers Pillath. Es erschien am 26. Februar 2016 über das Musiklabel Ruhrpott Elite als Standard-CD und limitierte Fanbox. Die limitierte Fanbox enthält neben dem Album noch eine Bonus-EP („Der Pott gibt sich die Ehre EP“), ein Poster, eine Autogrammkarte, einen Sticker und einen Onkel-Pillo-Schal.

## Covergestaltung
Das Cover ist sehr schlicht gehalten. Ein einfaches Bild des Rappers, sein Name und der Albumtitel, sowie ein weißer Hintergrund. Zudem hat die CD ein Wendecover, welches einen schwarzen Hintergrund besitzt.

## Titelliste
| #  | Titel                                                 | Gastmusiker | Produzent(en)            | Länge |
| -- | ----------------------------------------------------- | ----------- | ------------------------ | ----- |
| 1  | Intro                                                 |             | Juh-Dee                  | 2:40  |
| 2  | Der macht datt gut                                    |             | Joshimixu & Bad Educated | 4:00  |
| 3  | Onkel Pillo                                           |             | Gorex                    | 3:37  |
| 4  | Etwas Gutes                                           | RE:         | Abaz                     | 3:56  |
| 5  | Prinz des Potts                                       |             | Monroe Beats             | 3:57  |
| 6  | Schlamm schieben (Skit)                               |             |                          | 0:14  |
| 7  | Wenn der Schnee schmilzt siehst du wo die Kacke liegt |             | Gorex                    | 2:46  |
| 8  | Kranke Welt                                           | Fard        | Juh-Dee                  | 3:46  |
| 9  | Rapshit                                               |             | Abaz (Cuts von DJ Upset) | 3:39  |
| 10 | Auf dem richtigen Weg                                 | Manuellsen  | Joshimixu                | 3:41  |
| 11 | Kein Problem                                          |             | Gorex                    | 3:20  |
| 12 | One Way Ticket (Skit)                                 |             |                          | 0:25  |
| 13 | P.S.SP                                                | Snaga       | Gorex                    | 3:42  |
| 14 | Letzter Moment                                        |             | Joshimixu                | 4:43  |
| 15 | Licht in der Nacht                                    | Phil Woody  | Gorex                    | 3:42  |
| 16 | Mission Complete                                      |             | X-plosive                | 3:05  |
| 17 | Oh, war das schön (Skit)                              |             |                          | 0:05  |
| 18 | Mein letzter Song                                     |             | Gorex                    | 3:31  |

Bonus-EP „Der Pott gibt sich die Ehre EP“ (enthalten in der limitierten Fanbox):
| # | Titel                    | Gastmusiker            | Produzent(en) | Länge |
| - | ------------------------ | ---------------------- | ------------- | ----- |
| 1 | Marschmusik Part 3       | Fard & Snaga           | Gorex         | 3:50  |
| 2 | Hunderter auf Hausverbot | Pedaz & Sinan-G        | AbsoluteBeatz | 4:12  |
| 3 | Zu krank mit das         | Manuellsen & PA Sports | Ignazio       | 4:02  |

## Charterfolge und Singles
Onkel Pillo stieg am 4. März 2016 auf Platz 17 in die deutschen Charts ein.
Vor Erscheinen des Albums wurden die Lieder „Onkel Pillo“ (22. Dezember 2015), „P.S.SP (feat. Snaga)“ (16. Januar 2016), „Kranke Welt (feat. Fard)“ (31. Januar 2016) und „Auf dem richtigen Weg (feat. Manuellsen)“ (21. Februar 2016) als Musikvideo veröffentlicht. Außerdem erschien am 6. März 2016 noch ein Splitvideo zu den beiden Songs „Intro“ und „Der macht datt gut“.